# نزدیک تهدید

جایگاه «نزدیکِ تهدید» در کنار دیگر وضعیت‌ها.

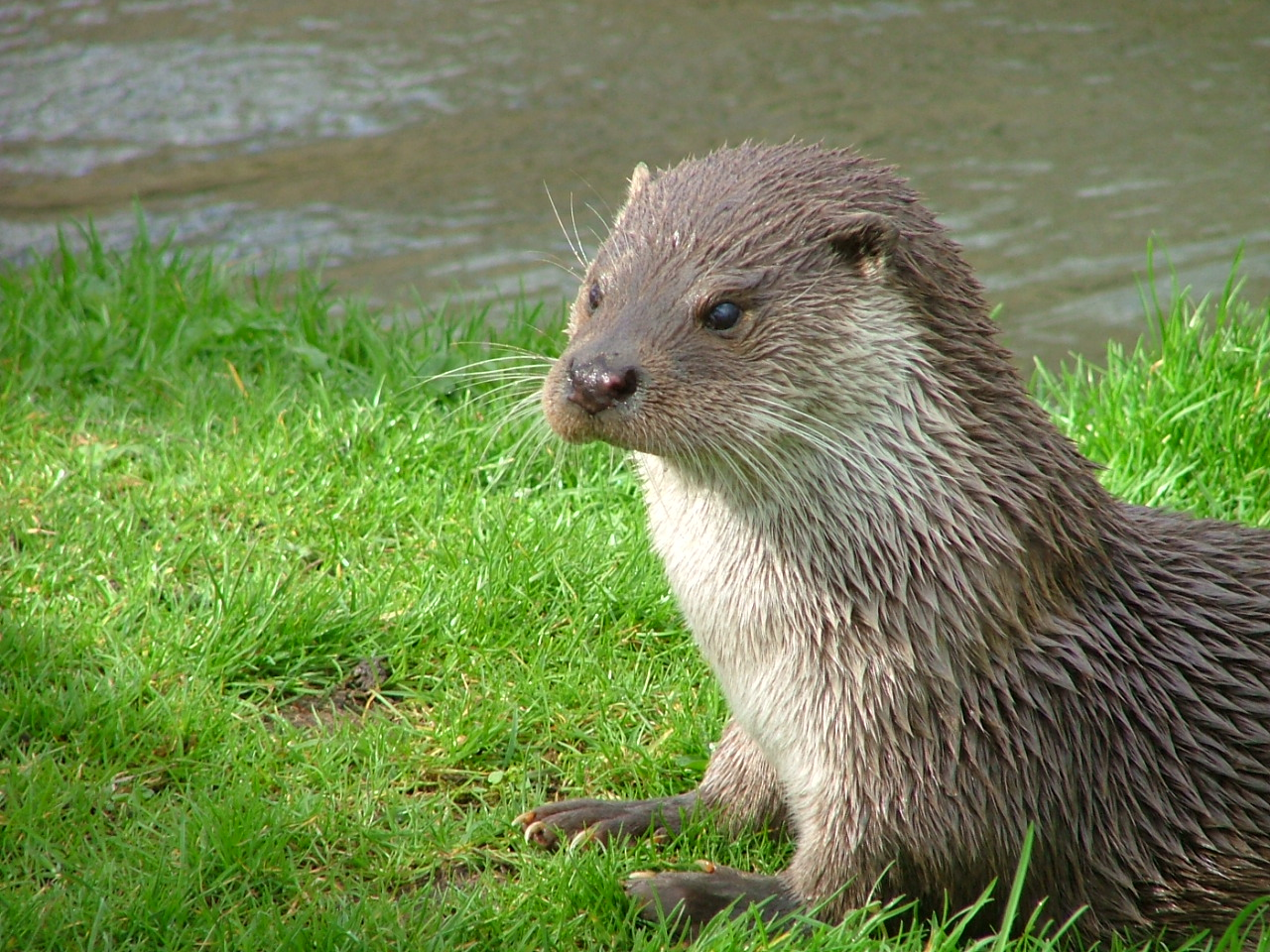
شنگ گونه‌ای نزدیکِ تهدید است.

نزدیک تهدید و گاهی 'در لبه تهدید' یا 'در شرف تهدید'، یکی از رده‌های فهرست سرخ آی.یو.سی.ان است. در انقراض، وضعیت بقایی برای جانوران است که نشان دهندۀ در تهدید نبودن گونه در زمان حال است ولی هنوز نگرانی درباره اینکه در آینده به حالت تهدیدشده برود وجود دارد. این رده در فهرست سرخ IUCN با Near Threatened و با نشان اختصاری (NT) نمایش داده می‌شود.
هم اکنون ۴۰۲ گونه در حیات وحش وجود دارند که برای آنکه «تهدید شده» به حساب نیایند نیاز به کمک‌های حفاظتی دارند.